# Tống Đạt Dân
Đừng nhầm lẫn với Tống Dật Dân.
Tống Đạt Dân (tiếng Anh: Vence Soong, tiếng Trung: 宋達民, bính âm: Sung Ta-Min, sinh ngày 6 tháng 11 năm 1967) là một diễn viên Đài Loan. Anh đã từng tham gia nhiều bộ phim như Bao Thanh Thiên, Thần cơ diệu toán Lưu Bá Ôn, Hoài Ngọc truyền kỳ,...

## Tiểu sử
Tống Đạt Dân sinh ngày 6 tháng 11 năm 1967 vào lúc 9 giờ 50 phút sáng, muộn hơn người anh sinh đôi của mình là Tống Dật Dân 15 phút. Khi còn học tiểu học tại trường Tiểu học Đông Viên, Tống Đạt Dân từng là một cầu thủ bóng chày và sau đó gia nhập đội bóng chày ngôi sao trong làng giải trí. Khi học trung học, vì anh trai Tống Dật Dân phải nhập ngũ nên anh được anh trai giới thiệu đóng vai chính trong series Vạn Thế Sư Biểu (萬世師表), anh bước chân vào làng giải trí muộn hơn Tống Dật Dân hai năm. Trong những năm đầu sự nghiệp diễn của mình, Tống Đạt Dân tập trung vào điện ảnh và phim truyền hình, và sau đó tập trung vào việc quay phim truyền hình. Từ năm 2013 đến năm 2015, anh tham gia diễn nhiều phim truyền hình tại Trung Quốc.

## Đời sống cá nhân
Anh kết hôn với nữ diễn viên Hồng Mạch Dong (洪百榕) vào năm 2004. Cả hai có với nhau hai người con trai và một người con gái.
Năm 2005, anh chịu ảnh hưởng bởi nghệ sĩ Tôn Việt theo đạo Cơ Đốc. Anh và vợ đã tham gia rửa tội, trở thành tín đồ Cơ Đốc giáo.
Năm 2020, hai anh em nhà họ Tống được Mục sư Khấu Thiệu Ân, Trưởng lão Hồng Thiện Quần và một số mục sư tấn phong làm mục sư vào ngày 29 tháng 2 cùng năm.

## Phim đã đóng
| Năm  | Tên Phim                                                                | Vai diễn                                                     |
| ---- | ----------------------------------------------------------------------- | ------------------------------------------------------------ |
| 1989 | Vạn thế sư biểu                                                         | Trần Trí Bồi                                                 |
| 1991 | Thân ái đích, ngã bả anh hùng biến mỹ nhân liễu                         | Lưu Mỹ Tứ                                                    |
| 1993 | Bao thanh thiên vụ án Song sinh kiếp                                    | Thiền Chính                                                  |
| 1993 | Bao thanh thiên vụ án Đồ long ký                                        | Văn Tín                                                      |
| 1993 | Bao thanh thiên vụ án Tử kim chùy                                       | Triệu Thu Đường                                              |
| 1993 | Bao thanh thiên vụ án Bồ tát lĩnh                                       | vai Từ Hối                                                   |
| 1993 | Bao thanh thiên vụ án Tầm thân ký                                       | Liễu Vân Phi                                                 |
| 1993 | Lưu Bá Ôn truyền kỳ - âm gian bổ khoái                                  | Ngô Kỳ                                                       |
| 1993 | Nghĩa hải tình thiên                                                    | Thiệu Trọng                                                  |
| 1993 | Thất hiệp ngũ nghĩa chi anh hùng vô lệ                                  | Bình Kiếm Thu                                                |
| 1994 | Tam quốc anh hùng truyện                                                | Lữ Bố                                                        |
| 1995 | Hoàng kim kịch trường                                                   | Vị trí                                                       |
| 1995 | Tình yêu vô tận                                                         |                                                              |
| 1995 | Bao thanh thiên 1995 (Tuẫn tình ký)                                     | Dương Học Bân                                                |
| 1995 | Kim sắc thời quang                                                      |                                                              |
| 1996 | Khất cái Hoàng đế Chu Nguyên Chương                                     | Từ Đạt                                                       |
| 1997 | Đài loan đệ nhất tuần phủ                                               | Bạch Nhân Thanh                                              |
| 1998 | Thi công kỳ án chi kì lân cổ                                            | Cảnh Thăng                                                   |
| 1998 | Đài Loan Linh Di Sự Kiện                                                | Tằng Quốc Tài                                                |
| 1998 | Tôi không có ngày mai                                                   | Trương Vĩnh Khang                                            |
| 1998 | Hận thiên ma                                                            | Đổng Thiên phú                                               |
| 1998 | Âm dương đối đối bính                                                   | Liêu Sĩ Kính                                                 |
| 1998 | U linh tiễn đao thủ                                                     | Lý Tân Kiện                                                  |
| 1998 | Hoán thê                                                                | Lý Chính Minh                                                |
| 1998 | Gia Khánh quân du Đài Loan                                              | Lý Dũng                                                      |
| 2001 | Tiếu ngạo giang hồ                                                      | Lâm Bình Chi                                                 |
| 2001 | Háo khởi tâm trúng đích cự nhân                                         |                                                              |
| 2001 | Bảo đấu lí trưởng                                                       | Mạch Khả                                                     |
| 2001 | Thanh xà bạch xà                                                        | Hắc Xà                                                       |
| 2001 | Tôi lại yêu lần nữa                                                     |                                                              |
| 2001 | Phi long tại thiên                                                      | Liễu Thanh Vân(từ tập 225 - 248)                             |
| 2002 | Phụ quân thiên hành lệ                                                  | Lý Gia Hoành                                                 |
| 2002 | Đài Loan phích lịch hoả(tên phát sóng ở Việt Nam Biệt Đội Tia Chớp      | Chu Quốc Văn                                                 |
| 2003 | Ái,hoang ngôn, phối ngẫu lan hệ liệt chi Chân ái chân tình chân nữ nhân | Tằng Quốc Xán                                                |
| 2003 | Đại ái                                                                  | Xuân Huy                                                     |
| 2004 | Huynh đệ tỷ muội                                                        | Hầu Đăng Cao                                                 |
| 2005 | Dã cầu phong vân                                                        | Kim Dương                                                    |
| 2005 | Người tôi yêu nhất                                                      | Lý Minh Huy(đóng cặp với Giản Bái Ân)                        |
| 2006 | Thiên trường địa cửu                                                    | Hầu Thế Dân                                                  |
| 2007 | Đừng gọi tôi ngoại tịch tân nương                                       | La Trấn Đông                                                 |
| 2007 | Thần Cơ diệu toán Lưu Bá Ôn                                             | Tứ Hoàng Tử Chu Đệ                                           |
| 2007 | Hoàng thành long hổ đấu                                                 | Tứ Hoàng Tử Chu Đệ                                           |
| 2007 | Đại náo nữ nhi quốc                                                     | Tứ Hoàng Tử Chu Đệ                                           |
| 2007 | Bí mật rồng nam vu lý                                                   | Tứ Hoàng Tử Chu Đệ                                           |
| 2008 | Hoài Ngọc truyền kỳ                                                     | Triệu Hàn Văn / Triệu Hàn Chương / Tứ Hảo / Tử Vi Tương Quân |
| 2009 | Chân tình mãn thiên hạ                                                  | Giang Thắng Hào (từ tập 290 - 311)                           |
| 2010 | Tấm lòng cha mẹ                                                         | Phan Chính Hoằng (từ tập 162 - 215)                          |